# 谷口龍子
谷口 龍子（たにぐち りゅうこ）は、日本の言語学者。学位は、博士（学術）。東京外国語大学国際日本研究センター特任研究員。専門は言語学・語用論・日本語教育。

## 学歴
- 1981年 明治学院大学文学部フランス文学科卒業
- 1996年 清華大学（台湾）言語学研究所修士課程修了
- 2002年 同博士課程中退
- 2009年 国際基督教大学比較文化研究科博士後期課程修了

## 職歴
- 1996年 財団法人国際交流協会日本語教育専門家
- 2009年 東京外国語大学国際日本研究センター准教授
- 2015年 東京外国語大学国際日本学研究院准教授（改組による配置換え）
- 2024年 東京外国語大学を定年退職、同大学国際日本研究センター特任研究員

## 研究業績
- 「詫びおよび感謝表現の日中対照分析－談話構造から見た機能とポライトネス－」（博士号学位取得論文、国際基督教大学、2009）
- 「日本語と中国語の感謝表現　対照研究―中国語の“謝謝”を中心にー」『「台湾における日本研究・日本語教育・外国語教育」国際シンポジウム論文集』東京外国語大学、2007